# Декоративен чашкодрян
Декоративния чашкодрян (Euonymus planipes) е вид растение от семейство Чашкодрянови (Celastraceae).

## Морфология
Растението представлява храст или ниско дърво, високо 3 – 4 m. Кората е слабо напукана, кафява. Младите клонки са маслиненозелени, почти цилиндрични, неясно четириъгълни. Листата са срещуположни, удължено елиптични до яйцевидни, напилени. Цветовете са от светло до зеленикавокафяви, събрани в цимозно съцветие. Семената са покрити с месеста оранжевочервена обвивка. Цъфти април-май. Широко разпространено в района на Шуменското плато. Изкуствено залесено е до селата Лозево и Кочово в Шуменска област. За произхода на растението се знае, че е от Източна Азия.